# Uraecha obliquefasciata
Uraecha obliquefasciata là một loài bọ cánh cứng trong họ Cerambycidae.